# Aballava

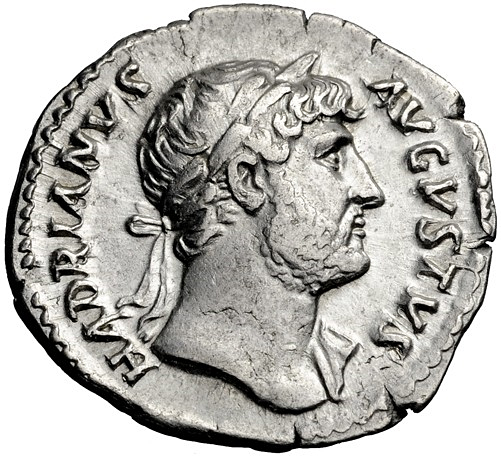
Münzporträt des Hadrian

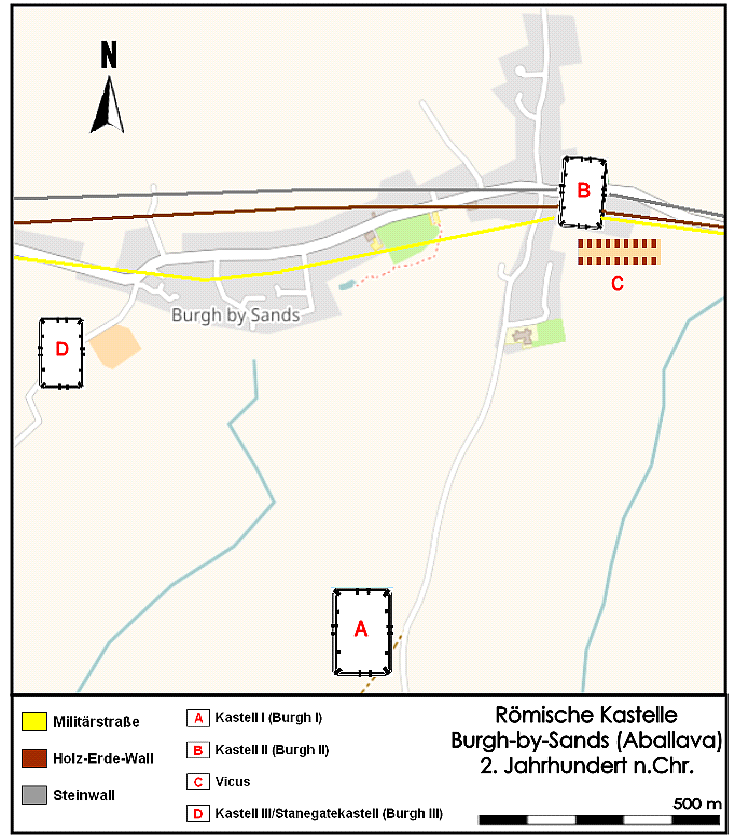
Der Hadrianswall in Burgh

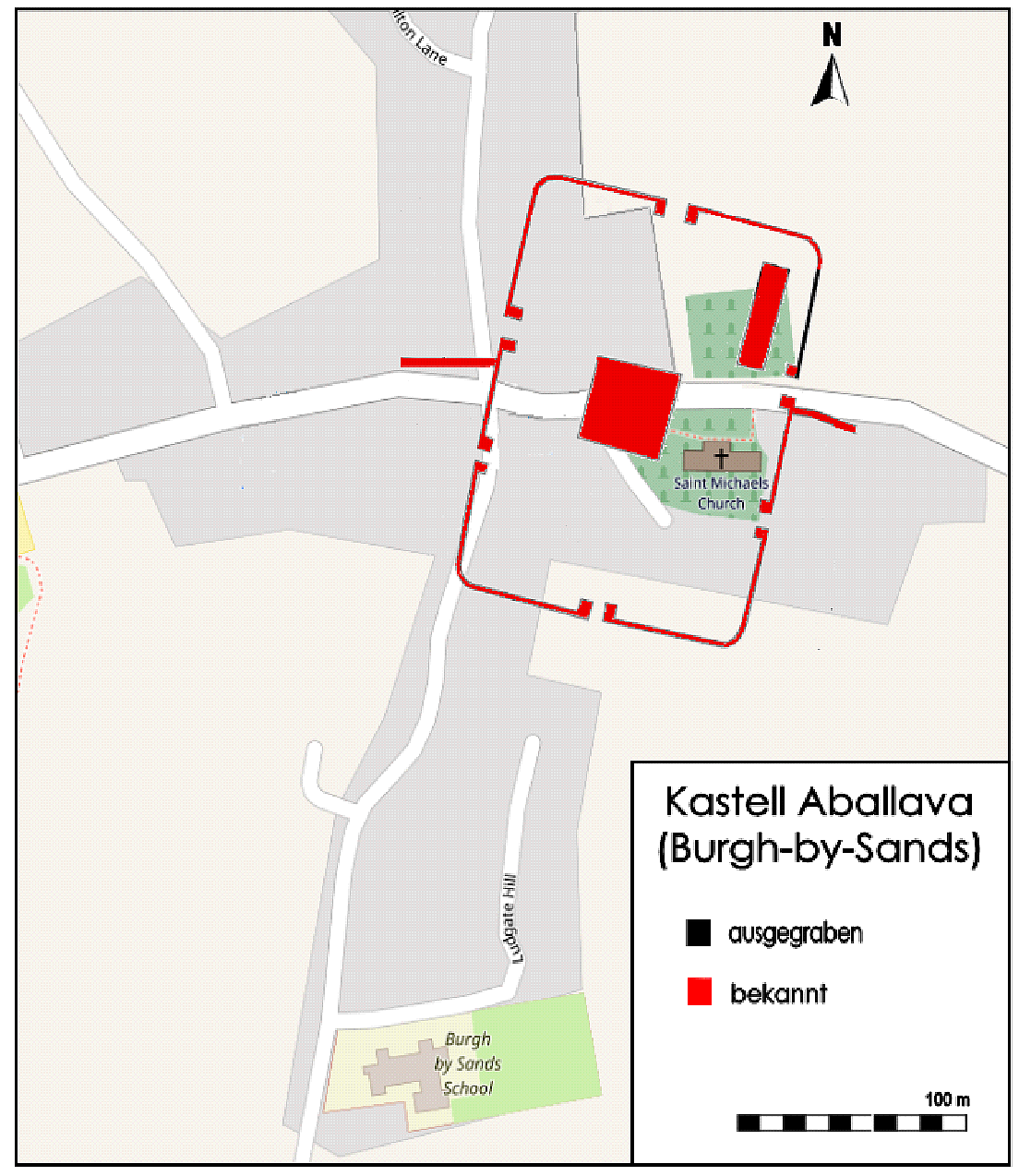
Befundskizze des Kastells II

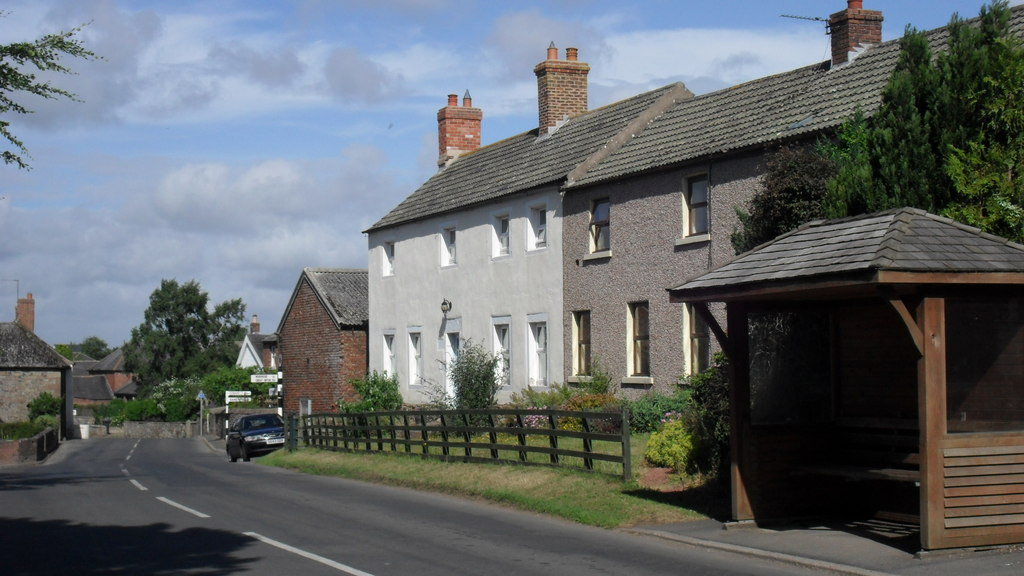
Häuserzeile im Zentrum von Burgh-by-Sands, östlich der Kreuzung The Pack/Main Street, Areal des Kastell II

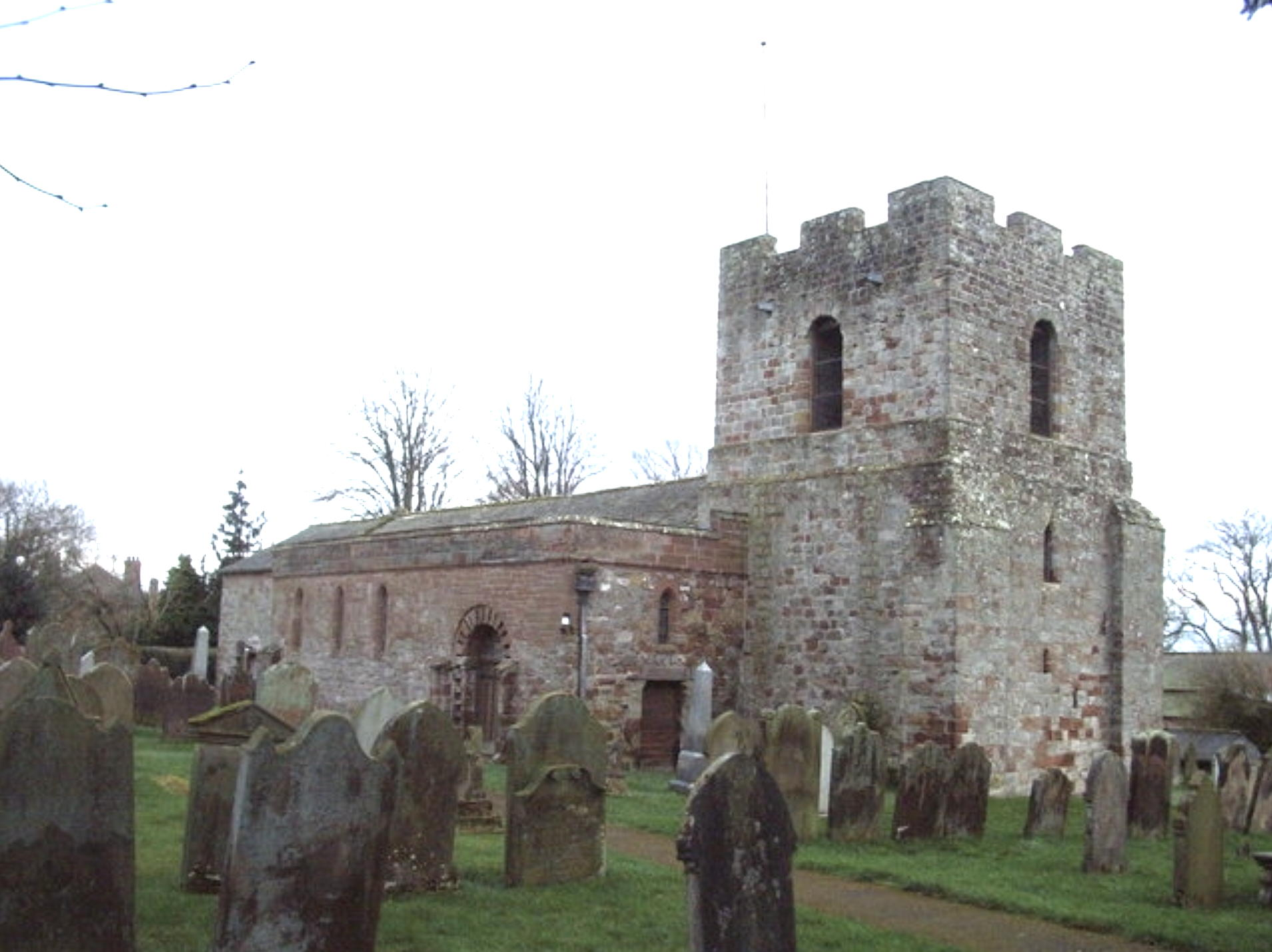
St.-Michaels-Kirche in Burgh-by-Sands, sie steht vermutlich über den Resten der Principia von Kastell II

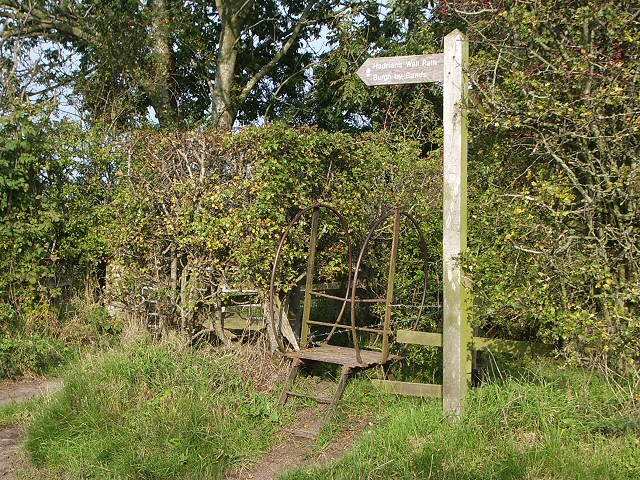
Wegweiser am Hadrianswall Path nahe Burgh by Sands

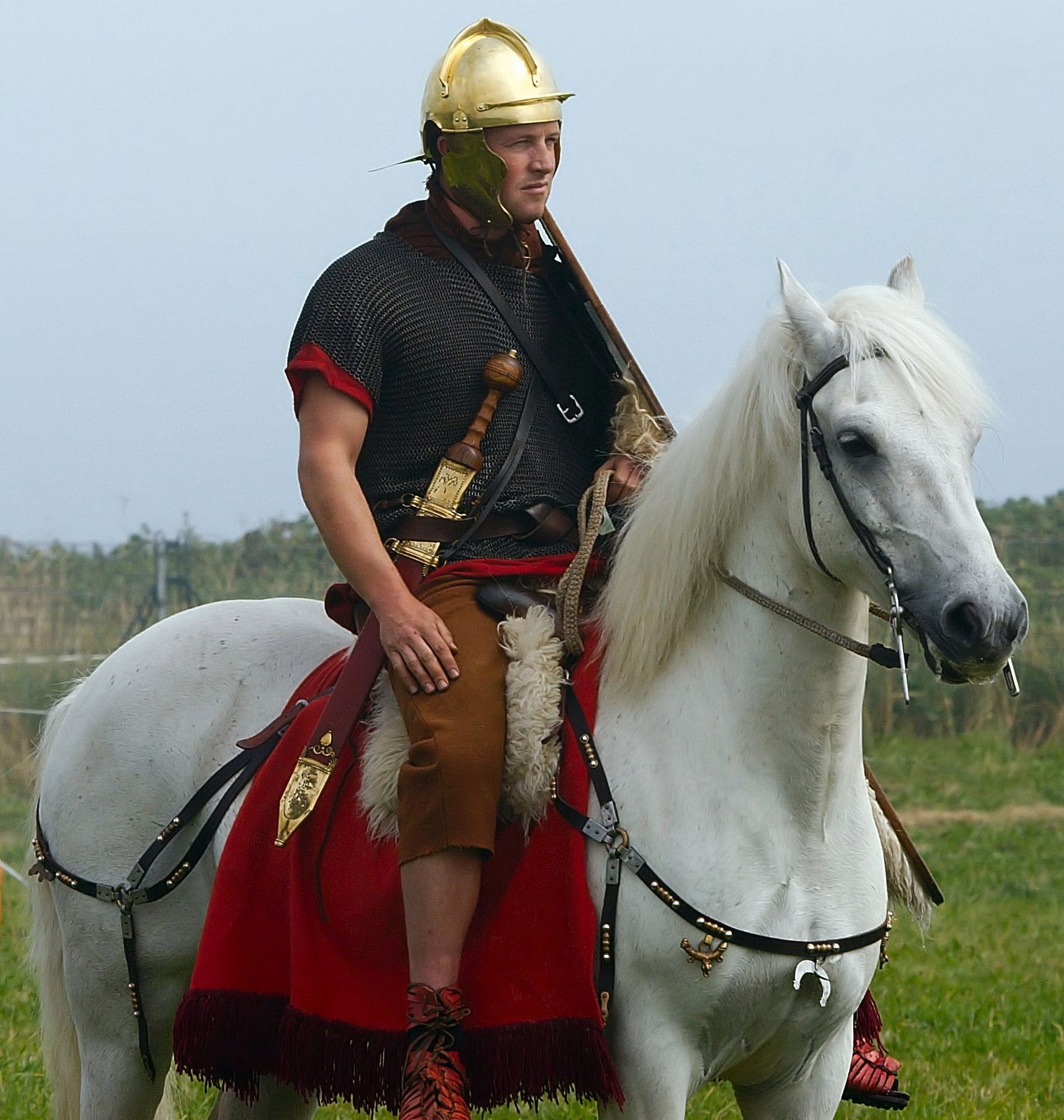
Reeanactor in der Ausrüstung eines römischen Kavalleristen des 2. Jahrhunderts n. Chr.

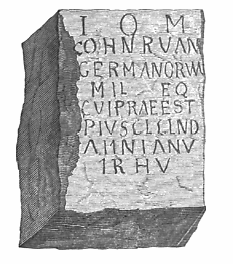
Iupiteraltar des Publius Tuscilius […]asinianus

Aballava war ein römisches Hilfstruppenkastell. Es befindet sich nahe dem Solway Firth, in Burgh by Sands, einer Gemeinde (Parish) im District Carlisle, County Cumbria, England.
Das Wallkastell entstand im 2. Jahrhundert n. Chr., gehörte zu der aus insgesamt 16 Kastellen bestehenden Festungskette des Hadrianswalls (per lineam valli) und sicherte dessen westlichen Sektor. Es dürfte bis ins 4. Jahrhundert von römischen Truppen besetzt gewesen sein. In seiner näheren Umgebung standen noch zwei Holz-Erde-Kastelle und einige nur kurzzeitig genutzte Marschlager. Außerhalb des Wallkastells konnte eine Zivilsiedlung (Vicus) nachgewiesen werden. Das Bodendenkmal umfasst die Reste der Wallanlagen im Abschnitt zwischen der Westseite des Kirchhofs der St. Mary’s Kirche in Beaumont im Osten und Burgh Head im Westen, die drei Kastelle in Burgh by Sands und die temporären Marschlager bei Beaumont und Grinsdale.

## Name
Es existieren mehrere antiken Schriftquellen, aus denen der Name dieses Kastells bekannt ist: an erster Stelle ist hier die Notitia dignitatum zu nennen, die den Ort Aballaba nennt, zwischen den Einträgen für Petrianis (Stanwix) und Concavata (Drumburgh). Auf zwei römischen Trinkgefäßen (sog. Rudge-Cup und Staffordshire Moorlands Pan) wird es als Aballava angegeben. In der Ravenna-Kosmographie des Geographen von Ravenna aus dem 7. Jahrhundert scheint der Ort als Avalana, zwischen den Einträgen für Uxelludamo (Stanwix) und Maia (Bowness on Solway) auf. Der Ortsname wird auch auf zwei von einer Friesenkohorte gestiftete Inschriften aus Papcastle (Derventio) als Aballavensium angegeben. Aballava leitet sich vom keltischen aballa (Apfel) ab und könnte Obst- oder Apfelgarten bedeuten. Es bezieht sich wohl nicht auf nur eine Frucht bzw. einen Baum, obwohl (wie bei anderen Baumreferenzen in antiken Ortsnamen) damit auch ein heiliger Baum gemeint sein könnte. Eine andere Erklärung wäre, dass dort einst wilde Obstbäume standen.
Der heutige Name entstand um 1180 aus der Bezeichnung Burch, abgeleitet von dem altenglischen Burh, (Festung). Er tauchte erstmals 1292 als Burg en le Sandes auf und bezieht sich auf die Lage einer mittelalterlichen Festung nahe der Sanddünen des Solway-Firth.

## Lage
Aballava war das vierzehnte Glied in der Festungskette des Hadrianswalls (vallum aelium). Burgh-by-Sands liegt 8 km nordwestlich von Carlisle, ca. 2,4 km entfernt vom Südufer des Solway Firth. Der Hauptort setzt sich aus mehreren historisch gewachsenen Siedlungen wie beispielsweise Burgh Head und West End zusammen. Westlich von Burgh liegt der Weiler Dykesfield, aus dessen Lage am Hadrianswall sich auch der Ortsname ableitet (Dyke = Damm). Burgh ist an drei Seiten von alluvialem Sumpfland umgeben, das im Norden und Osten bis zur Flussschleife des Eden reicht und ein Teil des Schutzgebietes der Upper Solway Flats (Marshes Nature Conservation Site) ist. Das Wallkastell (Kastell II) befindet sich etwa 1 km südlich der Küste des Solway, zwischen den Kastellen Congavata (Drumburgh) im Westen und dem größten Militärlager am Wall, Uxelodunum/Petriana (Stanwix) (etwa 3 km entfernt) im Osten. Das Bodendenkmal liegt heute zum größten Teil unter dem historischen Ortskern, der St.-Michaels-Kirche und einem Feld nördlich der Straße The Pack (Flurname Monks Croft). Im späten 2. Jahrhundert gehörte die Wallregion zur Provinz Britannia inferior, ab dem 4. Jahrhundert zur Provinz Britannia secunda.

## Forschungsgeschichte
Das Kastell wurde erstmals vom Antiquar John Leland, anlässlich einer Studienreise durch den Nordosten Englands im Jahre 1539, beschrieben. Sein Bericht wurde aber erst 60 Jahre später in William Camdens Britannia veröffentlicht. Feldbegehungen in dieser Wallzone wurden ab Mitte des 19. Jahrhunderts vom Antiquar Henry McLauchlin vorgenommen. Die ersten wissenschaftlichen Ausgrabungen wurden im Jahre 1922 von John Collingwood Bruce auf dem Areal des Kastell II durchgeführt. Nur der nördliche Teil der Ostmauer konnte eingehender untersucht werden; dabei angeschnittene Kasernengebäude waren fast vollständig durch Steinraub zerstört worden. Eine Grabung weiter im Süden an der Straße führte noch zur Aufdeckung der nur sehr schlecht erhaltenen Fundamente des Osttors. Die Keramikfunde umfassten die Zeitspanne von der Mitte des zweiten bis Mitte/Ende des vierten Jahrhunderts. 1951 konnte J. K. St. Joseph auf Luftaufnahmen östlich des Kastells Gebäudereste einer extramuralen Siedlung (Vicus) ausmachen. Zwischen 1976 und 1977 wurden Luftaufnahmen des Kastellgeländes angefertigt, die Spuren von zwei weiteren Vorgängerbauten erkennen ließen. Der Standort von Kastell I wurde 1975 auf Luftaufnahmen von G. D. B. Jones enthüllt. Seine Position und Zeitstellung konnten durch Ausgrabungen zwischen 1978 und 1979 bestätigt werden. 1977 konnte auch Kastell III auf Luftaufnahmen lokalisiert werden. Bei Ausgrabungen durch Barri Jones in den Jahren zwischen 1978 und 1979 wurde das Kastellinnere untersucht. An der Ostseite des Kastells wurden von Jones zwischen 1980 und 1982 die Reste der Zivilsiedlung im Garten des ehemaligen Pfarrhauses freigelegt. Weitere Gebäudereste wurden 1984 beobachtet. Geophysikalische Untersuchungen im nördlichen Teil des Kastell II wurden 1992 durchgeführt. Im Jahr 2002 wurden in einem Feld östlich des Kastell II zehn Sondierungsgräben angelegt. Eine 1992 dort beobachtete, linear verlaufende Bodenanomalie wurde als Straße identifiziert, die direkt zum Wall führte. 2006 wurden weitere Luftaufnahmen des Vicus angefertigt.

### Inschriften
Aus Burgh-by-Sands sind insgesamt elf römische Inschriften bekannt, acht Altarsteine und drei Grabsteinfragmente. Nur eine von ihnen konnte exakt datiert werden, sie stammt vermutlich aus der Mitte des dritten Jahrhunderts. In der Nähe von Burgh-by-Sands fand man ein Relief des keltischen Kriegsgottes Belatucadrus. Ihm wurden in Burgh insgesamt vier Altäre gewidmet, einer zusammen mit dem römischen Kriegsgott Mars. Zwei Exemplare waren dem obersten römischen Staatsgott Iupiter geweiht. In weiterer Folge fand man noch einen Altar für Herkules und die Göttin Latis.

## Entwicklung
122 befahl Kaiser Hadrian, im Norden Britanniens eine Sperrmauer, verstärkt durch Wachtürme und Kastelle, vom Tyne bis zum Solway Firth zu errichten, um die britischen Provinzen vor den ständigen Einfällen der Pikten aus dem Norden zu schützen. Der Wall wurde größtenteils durch Soldaten der drei in Britannien stationierten Legionen und Mannschaften der Classis Britannica errichtet.
Über die Geschichte der Kastelle ist nur wenig bekannt. In ihrer Umgebung siedelten Briten vom Stamm der Carvetii. Möglicherweise war eines davon (Kastell III) ein Bestandteil der Festungskette des Stanegate. Dies ist jedoch nur eine Vermutung und konnte bis dato weder archäologisch noch epigraphisch bewiesen werden. Die hier nacheinander stationierten Besatzungen sollten wohl die südlichen Endpunkte der beiden Fjorde des Solway (Stonewath und Sandwath) sichern, eine oft von Plünderern benutzte Einfallsroute, insbesondere die von den Stämmen der Selgovae im Norden und möglicherweise auch die der Novantae im Nordwesten. Das Wallkastell war vermutlich bis ins 4. Jahrhundert n. Chr. mit regulären römischen Truppen besetzt. Um 410 n. Chr. wurde der Hadrianswall von der römischen Armee endgültig aufgegeben. Der Wall und das Lager wurden im Laufe der Jahrhunderte von der ortsansässigen Bevölkerung zur Gewinnung von Baumaterial fast vollständig abgetragen. Römische Quadersteine sind überall in der Mauersubstanz der umliegenden Gebäude zu finden. Einige davon, versehen mit einem rasterförmigen Ritzmuster, können beim Eingang zum Turm der St.-Michaels-Kirche besichtigt werden. In der Ostwand der Kirche befindet sich ein Stein, der mutmaßlich den Kopf eines Kelten darstellt, wahrscheinlich ebenfalls römischer Provenienz.

## Kastelle
In und um Burgh konnten mehrere römische Befestigungsanlagen aus unterschiedlichen Zeitperioden nachgewiesen werden.

### Wachturm Burgh
Nahe dem Südosttor von Kastell I stieß man auf eine 19 Meter breite, kreisförmige Struktur. Es handelte sich um die Reste eines römischen Wachturms. Er ähnelte denjenigen Exemplaren, die man auch entlang der Gask Ridge (bei Tayside) vorgefunden hatte. Die Umwehrung bestand aus einem kreisförmigen, V-förmigen Graben ca. 2,3 × 1,8 Meter tief, gefolgt von einer holzverschalten Erdrampe mit einer Breite zwischen 4 und 4,5 Meter; das Zugangstor lag im Südosten. Diese umgaben einen zentralen, quadratischen und auf vier Stützpfosten stehenden Holzturm. Eine schwarzbrünierte Keramikscherbe, die man an einem der Hauptpfeiler fand, stammte aus der Zeit um 120. Der Turm stand nur kurz in Verwendung. Er wurde schließlich wieder abgetragen und an seiner Stelle das Kastell I errichtet.

### Kastell I
Die in Holz-Erde-Technik ausgeführte Befestigung wurde Mitte der 1970er Jahre auf Luftaufnahmen entdeckt. Sie stammte aus der spättrajanischen oder frühhadrianischen Herrschaftsperiode. Die Wehranlage hatte einen rechteckigen Grundriss mit abgerundeten Ecken (Spielkartenform), maß 145 × 137 Meter und bedeckte eine Fläche von 1,98 ha. Das Lager war von NO nach SW ausgerichtet und stand auf einem kleinen Hügel. Bemerkenswerterweise errichtete man es jedoch rund 800 Meter südlich des Holz-Erde-Walls. Es durchlief mindestens zwei Bauphasen und wurde später durch den Wachtturm 71B ersetzt. Die Befestigung der Phase I wurde zusätzlich durch einen umlaufenden Wehrgraben geschützt, dessen Wände mit festgestampftem Lehm stabilisiert worden waren. An der Grabensohle stieß man auf eine Lage Flusskiesel, die zwischen 5 und 7,5 Meter breit war. In Phase II wurde an der Südostseite ein 140 × 120 Meter großer Annex angebaut und das Kastell damit auf 3,66 ha vergrößert. Bei den Ausgrabungen Ende der 1970er Jahre kamen im Inneren des Kastells Reste von Holzbauten zutage. Die Grundrisse des in Stein ausgeführten Kommandantenhauses (praetorium) und eines Speichergebäudes (horreum) wurden Mitte der 1980er Jahre dokumentiert. Es ist heute in der Forschung allgemein anerkannt, dass diese Festung nicht mehr zur Stanegategrenze, sondern schon Teil des Sicherungssystems des Hadrianswalls war.

### Kastell II
Es war das eigentliche Wallkastell und als Ersatz für Kastell I, wahrscheinlich in späthadrianischer Zeit oder kurz danach erbaut worden. Um 160 n. Chr. wurde auch der Westsektor des Walls in Stein neu aufgezogen, womit sich auch sein Verlauf änderte. Das Steinkastell ersetzte den Wachturm 71B, der nahe dem Sandwath Fjord stand. Es stand auf der höchsten Erhebung des heutigen Ortskerns, direkt über den Resten des ursprünglichen Holz-Erde-Walls, um ein Sumpfgelände im Süden zu vermeiden. Die von den Archäologen untersuchten Abschnitte des Lagers waren fast vollständig durch Steinraub zerstört worden. Heute ist nur die genaue Position eines Teils der Ostmauer und des Osttores bekannt. Eine deutlich erkennbare Absenkung der Straße in der Nähe der Kreuzung The Pack/Main Street markiert vermutlich die Reste der Westmauer. Kastell II dürfte bis zur Mitte oder bis ins späte 4. Jahrhundert verwendet worden sein.
Das Kastell hatte den für mittelkaiserzeitliche Wehrbauten typischen, langrechteckigen Grundriss mit abgerundeten Ecken. Wie bei den Reiterkastellen am Wall üblich, reichte die nördliche Hälfte (praetentura) über den Hadrianswall hinaus. Dies erlaubte bei einem feindlichen Angriff eine schnelle Entfaltung der Reiterformationen im Vorfeld des Walls durch die drei Haupttore. Seine Abmessungen betrugen vermutlich etwa 160 Meter (Nord-Süd) mal 130 Meter (Ost-West) und es bedeckte damit eine Fläche von 2 Hektar. Die exakte Ausdehnung der Festung ist unklar, da Nord-, West- und Südseite nicht ergraben werden konnten. Sie dürfte insgesamt über sechs Tore verfügt haben. Vier Haupttore (portae principales, mit zwei Durchgängen) im Norden, Süden, Westen und Osten und zwei Seitentore (portae quintanae) im Westen und Osten, durch die auch die Militärstraße das Lager passierte. Die Haupttore waren durch zwei quadratische Flankentürme gesichert. Die zwei Seitentore standen südlich des Walls und hatten wohl nur einen Durchgang. Ob das Lager auch über quadratische, innen angesetzte Zwischen- und Ecktürme verfügte, ist nicht bekannt, aber sehr wahrscheinlich. Bei Collingwoods Grabungen im Jahre 1922 wurden die Ostmauer und das Osttor in der SO-Ecke des Kirchhofs untersucht. Zusätzlich konnten im Nordosten des Grabungsareals auch einige Steinböden der NO-Mannschaftskasernenblöcke (contubernium) freigelegt werden. 1991 lokalisierte man den Anschluss des Hadrianswalls an die nordöstliche Ecke des Kastells. Daran anschließende Ausgrabungen im Jahr 1993 durch Flynn bestätigten, dass der Nordgraben des ursprünglichen Holz-Erde-Walls, 6 Meter breit und 2,2 Meter tief, beim Bau des Lagers planiert und später mit Kastellgebäuden auf Ton- und Bruchsteinfundamenten überbaut worden war. Südöstlich vom Zentrum des Kastells steht heute eine – im Kern normannische – Wehrkirche. Sie wurde im späten 12. Jahrhundert fast zur Gänze aus dem Abbruchmaterial (i. d. F. hauptsächlich roter Sandstein) des römischen Lagers und des Hadrianswalls erbaut. Vermutlich befand sich an dieser Stelle entweder das Kommandogebäude (principia) oder ein Lagerhaus (horreum). Das Lagerbad (balineum) lag südöstlich, nicht weit vom Pfarrhaus, und wurde zu Beginn des 19. Jahrhunderts bei den Aushubarbeiten für den Carlisle-Kanal restlos zerstört.

### Kastell III
Diese Befestigung stand 1,22 km südwestlich von Kastell II, nahe der Hill Farm in Longborough. Am Lager führte eine römische Straße vorbei, die entlang des Hügelkamms der Fingland Rigg bis zum nächstgelegenen Stanegatekastell in Kirkbride reichte. Letztere wurde wahrscheinlich unter Kaiser Trajan, im Zuge der Erweiterung der Stanegategrenze nach Westen, angelegt. Nach der vor Ort aufgefundenen Keramik zu schließen dürfte das Kastell aus der ersten Hälfte des zweiten Jahrhunderts n. Chr. stammen. Es wurde während seiner Verwendung mindestens zweimal umgebaut. Kastell IIIa maß 184 × 113 Meter und umschloss damit ein Areal von 2,7 ha. Zusätzlich war es noch von einem Wehrgraben umgeben. Später wurde es noch einmal nach Südwesten vergrößert. Die neuen Abmessungen betrugen nun 290 × 113 Meter, die Fläche nunmehr 3,2 ha (Kastell IIIb). Diese Baumaßnahmen hingen wohl mit der wechselweisen Stationierung unterschiedlich großer Garnisonseinheiten zusammen. Lange Zeit wurde angenommen, dass dieses Kastell zur Festungskette der Stanegategrenze gehörte. Neuerdings findet jedoch immer mehr die Theorie Zustimmung, dass es sich hierbei in Wirklichkeit wohl nur um ein temporäres Marschlager gehandelt hat.

### Marschlager
In der Region um Burgh fand man auch die Reste einiger temporärer Marschlager, vier im Osten bei Grinsdale und eines in Beaumont. Letzteres wurde 80 Meter südlich des westlichen Endes der Milldikes Lane, etwa 40 Meter südlich des Hadrianswall, auf der sanft abfallenden Südseite eines Geländesporns mit Blick auf den Powburgh Beck lokalisiert. Auf Luftaufnahmen war nur das östliche Segment des Lagers zu erkennen. Dennoch gelang es später, seinen vollen Umfang zu ermitteln. Die östliche Umwehrung war am besten erhalten geblieben. Die Nähe des Lagers von Beaumont zum Kastell II könnte darauf hindeuten, dass dort die am Bau des Wallkastells beteiligten Soldaten untergebracht waren.

## Hadrianswall
Der Steinwall folgte ab Stanwix dem südlichen Ufer des Eden. Das Vallum verlief in einer gleichmäßigeren Linie auf etwas höherem Terrain. Die jüngsten Untersuchungen im Westen von Burgh förderten zu Tage, dass ein Abschnitt des Holz-Erde-Walls auf einer 4,8 Meter breiten Fundierung aus Bruchsteinen errichtet wurde. Das war für derartige Bauwerke ungewöhnlich. Die Rasenziegel wurden in der Regel direkt auf dem gewachsenen Untergrund verlegt, nur die Erdrampen hinter den Kastellmauern wurden auf solchen Fundamenten aufgeschüttet. Vom beiden Wällen und ihren Gräben ist in der Region zwischen Burgh-by-Sands und Beaumont heute nichts mehr zu sehen. Sein Verlauf im Bereich von Burgh Castle, südöstlich von Speergarth Hool, wurde durch eine Ausgrabung im Jahre 1950 bestimmt. Die Linie des Nordgrabens konnte dabei ebenfalls bestätigt werden. Darüber hinaus wurde 1991 ein weiterer Abschnitt des Walls westlich von Burgh Castle durch eine geophysikalische Untersuchung aufgedeckt. Die Ergebnisse dieser Untersuchungen förderten zu Tage, dass die frühe Holz-Erde-Mauer südlich des späteren Steinwalls verlief, in der Nähe der heutigen Autostraße.
Der Verlauf des Vallums in diesem Abschnitt ist von Beobachtungen in den angrenzenden Abschnitten der Hadriansmauer nach Osten und Westen zum größten Teil bekannt. Die Ausgrabungen haben auch gezeigt, dass das Vallum vom Kastell II – wie in Carrawburgh – überbaut ist. Ein größerer Abschnitt wurde 1980 südlich des ehemaligen Pfarrhauses aufgedeckt. Obwohl er nicht auf seiner vollen Länge untersucht werden konnte, ist es doch sehr wahrscheinlich, dass es sich hierbei ebenfalls um das Vallum handelte.
Die Trasse der Militärstraße, konnte bis dato nicht zweifelsfrei bestätigt werden. 60 Meter östlich des Kastells wurden 1980 die Reste einer ca. 8 Meter breiten Römerstraße entdeckt. Es ist jedoch nicht sicher, ob es sich dabei um die Militärstraße oder in Wirklichkeit nur um eine Straße der Zivilsiedlung handelte.

## Garnison
Aballava war vermutlich vom 2. bis zum frühen 5. Jahrhundert mit regulären römischen Soldaten besetzt. Im Lager könnten vorübergehend auch Legionäre gestanden haben. Sie wurden für gewöhnlich nicht zum Garnisonsdienst an der Grenze eingeteilt, sondern entsandten Spezialkräfte für die anspruchsvolleren Bauvorhaben am Hadrianswall. Aufgrund einer 1749 entdeckten, heute verschollenen Inschrift des Censorinus, nahm man an, dass in Aballava auch eine Ala I Tungrorum gelegen hat. Censorius dürfte jedoch kein praefectus equitum gewesen sein. Man geht daher davon aus, dass die Truppe dort nicht stationiert war. In der Spätantike zählte die Besatzung zu den Limitanei.
Folgende Einheiten stellten entweder die Besatzung des Kastells oder könnten sich für eine begrenzte Zeit dort aufgehalten haben:
| Zeitstellung                                       | Truppenname | Beschreibung |
| -------------------------------------------------- | --- | --- |
| 2. Jahrhundert n. Chr. bis 5. Jahrhundert n. Chr.? | Cohors Primae Nervana Germanorum milliaria equitata (die erste germanische Kohorte des Nerva, teilberitten, 1000 Mann stark) | Eine Einheit der Hilfstruppen. Die Soldaten wurden offensichtlich während der Herrschaft des Nerva (96–98 n. Chr.) aus den Germanenstämmen der Rheinprovinzen rekrutiert. Ihre Anwesenheit ist von einem im Jahre 1825 aus dem Fluss Eden geborgenen Iupiteraltar bekannt (heute verschollen). Er wurde von einem ihrer Kommandanten, dem Tribunen Publius Tuscilius […]asinianus, gestiftet. |
| 3. Jahrhundert n. Chr.                             | Cuneus Frisionum Aballavensium (eine Schar Friesen in Aballava)                                                              | Die Friesen dürften während der Herrschaft des Caracalla (211–217) die Garnison des Kastells gestellt haben. Unter Kaiser Philippus Arabs (244–249) wurden die Friesen nach Derventio (Papcastle, Cumbria) verlegt. Der Namenszusatz Aballavensium wird in den dort aufgefundenen Inschriften noch angegeben. Andere friesische cunei standen in Vercovicium (Housesteads) und im Hinterland des Hadrianswalls, in Vinovia (Binchester). |
| 4–5. Jahrhundert n. Chr.                           | Numerus Maurorum Aurelianorum Valeriani Gallieniquorum (eine Einheit Mauren des Aurelius, die Valerianer, die Galliener)     | Die Angehörigen dieser Einheit wurden in Nordafrika, in den Provinzen Mauretania Tingitana und Mauretania Caesariensis angeworben. Da sie sich offensichtlich im Kampf bewährt hatte, durfte sie als Auszeichnung den Gentilnamen des Kaisers Marc Aurel führen. Zur Zeit der gemeinsamen Herrschaft von Valerian mit seinem Sohn Gallienus (253–260) wurde die Einheit wahrscheinlich nach Burgh-by-Sands verlegt. Ihre Anwesenheit ist durch einen Altarstein für Iupiter Optimus Maximus (datiert 253–258) bezeugt. Er wurde von ihrem damaligen Kommandeur, dem Tribunen Flavius Vibianus, in Auftrag gegeben. Interessanterweise wird auf der Inschrift des Iupiteraltars der Rang des Kommandanten als Tribun angegeben, anstatt als Präfekt wie später in der Notitia. Er befehligte, ungewöhnlich für einen Kohortentribun, einen numerus. Die Einheit dürfte in den 250er Jahren noch eine reine Infanterietruppe gewesen sein und später auch Reiter in ihren Reihen gehabt haben (cohors equitata = teilberitten). Die Truppe scheint letztmals in der Notitia dignitatum, Truppenliste des Dux Britanniarum, auf. Dort ist auch der Rang ihres befehlshabenden Offiziers, ein Präfekt, vermerkt. Da die Truppe noch in der – im 4. Jahrhundert entstandenen – Notitia erwähnt wird, könnte sie bis zum endgültigen Abzug der römischen Armee vom Hadrianswall hier gestanden haben. |

## Vicus

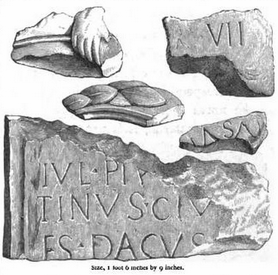
Fundzusammenstellung aus Burgh (römische Reliefs und Grabsteinfragmente)

Das dem Kastell II zugehörige Lagerdorf (vicus) lag etwa 200 Meter südöstlich der Festung. Wahrscheinlich handelte es sich dabei um eine größere Siedlung, die sich südlich und östlich des Kastells ausbreitete. Der erste Nachweis für einen Vicus bei Aballava lieferte 1951 ein Überflug des Geländes durch John Kenneth Sinclair St. Joseph, der dabei römische Gebäudereste ausmachte. Das Areal wurde aber von ihm nicht fotografiert. Eine in ihrem Umfang kleinere Ausgrabung des Vicusareals im Garten des ehemaligen Pfarrhauses führten Mitarbeiter der Headland Archaeology (HA) durch. Dabei wurden einige Reste des Vicus entlang einer von Ost nach West führenden Straße aufgedeckt. Darunter befanden sich Stützpfostenlöcher eines größeren Gebäudes, weitere Pfostenlöcher, Balken von antiken Holzbauten sowie flache Fundamentgräben und Abwasserrinnen. Alle diese Funde stammten aus der Mitte des 2. Jahrhunderts n. Chr. Es gab jedoch keine Beweise für eine fortdauernde Besiedlung im späteren 2. und 3. Jahrhundert, was auf eine Aufgabe des Lagerdorfes in diesem Zeitraum hindeuten könnte. Auf im Jahr 2006 aufgenommenen Luftbildern waren weitere Umrisse von Streifenhäusern zu erkennen. Sie standen parallel zu einer Straße (Militärstraße?), die direkt zum Osttor des Kastell II führte. Weitere Gebäude des Vicus konnten sowohl im Norden als auch im Süden der heutigen Hauptstraße ausgemacht werden. Nördlich von ihr dürfte ebenfalls eine Reihe Streifenhäuser gestanden haben, die sich mindestens 100 Meter von Ost nach West erstreckte. Sie scheinen aber schon nördlich des Walls befunden zu haben. Bei den Ausgrabungen der HA konnten die Steinfundamente von mindestens einem Gebäude, gepflasterte Gassenwege (rechtwinklig zur römischen Hauptstraße ausgerichtet), Böden und mehrere Herdstellen beobachtet werden. Es fanden sich dabei auch große Mengen an Schlacke und Holzkohle, was auf mehrere Metallwerkstätten hindeutet, darunter auch die Abfälle von einem Glasschmelzofen. Mehrere außergewöhnliche Gebrauchsgegenstände konnten ebenfalls geborgen werden (eine Glasmosaikschale, ein Gesichtskrug, ein Dreifachtopf, ein Tazzameßbecher und mehrere kleine Glasgefäße).

## Gräberfeld
Das Gräberfeld für die Soldaten und Zivilisten wird südlich des Kastell II vermutet. In Burgh-by-Sands wurden bislang nur drei römische Grabsteine – alle schwer beschädigt – gefunden (siehe Abbildung). Einer war für einen Daker namens Julius, vermutlich ein Veteran der Hilfstruppen, gesetzt worden. Von den Inschriften der beiden anderen waren nur noch kleinere Fragmente erhalten (D M S … „den Geistern der Verstorbenen […]“ und die Zahl VII).